# زائده خنجری
زائده خنجری (انگلیسی: Xiphoid process) را می‌توان در فرو رفتگی موجود در قسمت بالایی دیواره جلویی شکم، که محل تلاقی دو حاشیه دنده‌ای است، لمس کرد. چنانچه با فشار آن را لمس کنید خیلی حساس و دردناک می‌شود. این زایده در برابر مهره نهم پشتی (T9) قرار دارد و حد بالایی جدار جلویی شکم در خط میانی را مشخص می‌نماید.

## نگارخانه

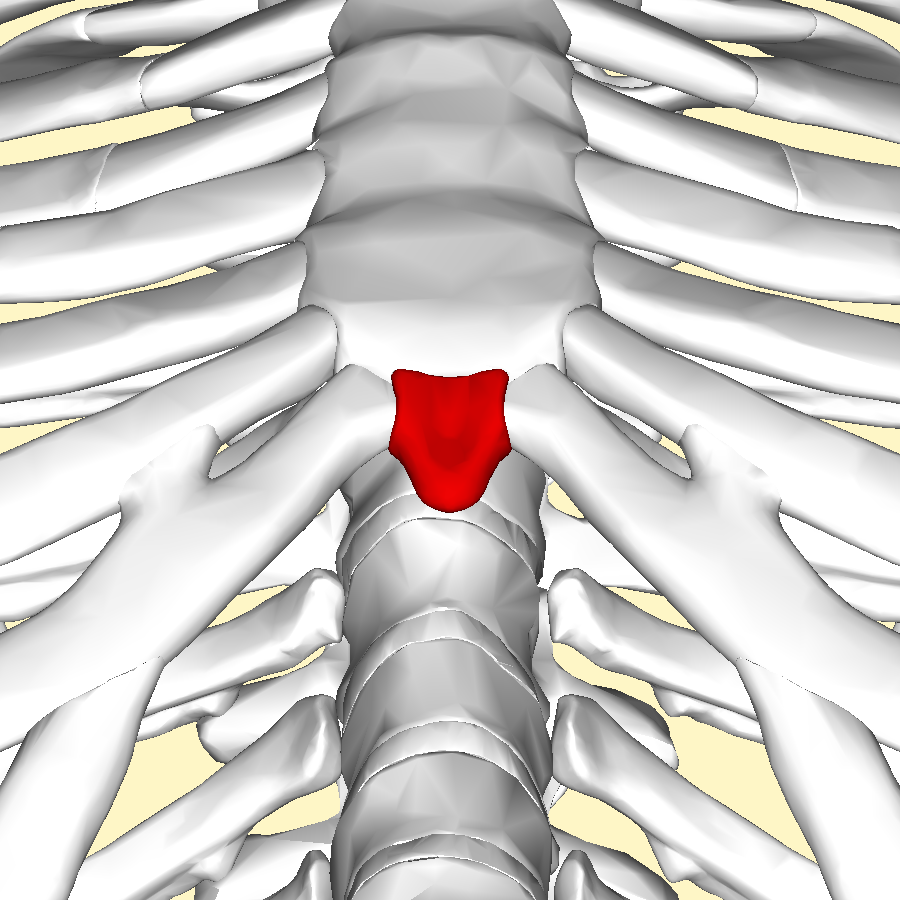